# Fremont, Wisconsin
Fremont là một làng thuộc quận Waupaca, tiểu bang Wisconsin, Hoa Kỳ. Năm 2006, dân số của làng này là 666 người.